# Ca la Mundeta
Ca la Mundeta és una obra d'Almoster (Baix Camp) protegida com a Bé Cultural d'Interès Local.

## Descripció
Edifici entre mitgeres situat al carrer Pare Aymamí. Es tracta d'una construcció de tres altures, que conserva alguns elements arquitectònics rellevants. Destaca a la planta baixa el portal d'accés adovellat i al primer pis, les cornises motllurades de les finestres. Tota la façana ha estat revestida amb un arrebossat modern.